# تان تهانه بینه
تان تهانه بینه (به لاتین: Tân Thành Bình) یک منطقهٔ مسکونی در ویتنام است که در مکونگ دلتا واقع شده‌است.

## خصوصیات
تان تهانه بینه ۱۸٫۳۳ کیلومترمربع مساحت و ۱۲٬۹۶۸ نفر جمعیت دارد.